# Petit (Rapper)
Petit (* 2005 als Salvatore Moccia in Rom) ist ein italienischer Rapper.

## Werdegang
Als Sohn eines neapolitanischen Vaters und einer französischen Mutter in Rom geboren, wuchs er mit verschiedenen künstlerischen Einflüssen auf. Nach dem Tod seiner französischen Großmutter, die ihn sehr prägte, begann er, eigene Musik zu machen. Dabei mischte er römischen und neapolitanischen Dialekt mit Französisch und Englisch. Im Juli 2023 debütierte er offiziell mit der Single Taki taki. Ab September 2023 nahm er an der Castingshow Amici di Maria De Filippi teil, wo er im Finale 2024 den dritten Platz erreichen konnte. Im Mai 2024 erschien seine erste EP Petit bei Warner. Besonders erfolgreich war daraus die Single Mammamì, die auf TikTok viral ging und schließlich in einem Remix mit SLF und Fred De Palma neu aufgelegt wurde.

## Diskografie

### EPs
| Jahr | Titel Musiklabel | Höchstplatzierung, Gesamtwochen, AuszeichnungChartsChartplatzierungen (Jahr, Titel, Musiklabel, Platzierungen, Wochen, Auszeichnungen, Anmerkungen) | Anmerkungen                        |
| Jahr | Titel Musiklabel | IT | Anmerkungen                        |
| ---- | ---------------- | --- | ---------------------------------- |
| 2024 | Petit Warner     | IT10 (13 Wo.)IT | Erstveröffentlichung: 17. Mai 2024 |

### Singles (Auswahl)
| Jahr | Titel Album    | Höchstplatzierung, Gesamtwochen, AuszeichnungChartsChartplatzierungen (Jahr, Titel, Album, Platzierungen, Wochen, Auszeichnungen, Anmerkungen) | Anmerkungen                                              |
| Jahr | Titel Album    | IT | Anmerkungen                                              |
| ---- | -------------- | --- | -------------------------------------------------------- |
| 2023 | Che fai Petit  | IT72 (2 Wo.)IT | Erstveröffentlichung: 7. November 2023                   |
| 2024 | Tornerai Petit | IT80 Gold · (5 Wo.)IT | Erstveröffentlichung: 5. März 2024 Verkäufe: + 50.000    |
| 2024 | Mammamì Petit  | IT28 Platin · (18 Wo.)IT | Erstveröffentlichung: 30. April 2024 Verkäufe: + 100.000 |

## Belege
1. ↑  Amici 23: la storia di Petit artista che affonda la sua musica in più culture. In: All Music Italia. 22. September 2023, abgerufen am 12. Oktober 2024 (italienisch).
2. ↑  FLASH: Amici, vince Sarah. In: Rockol.it. 19. Mai 2024, abgerufen am 12. Oktober 2024 (italienisch).
3. ↑  “Mammamì” di Petit arriva in una nuova versione con Fred De Palma e SLF. In: All Music Italia. 13. Juli 2024, abgerufen am 12. Oktober 2024 (italienisch).
4. ↑  Alben von Petit. In: Italiancharts.com. Hung Medien, abgerufen am 12. Oktober 2024 (italienisch).
5. ↑  Archivio classifiche Top Singoli. FIMI, abgerufen am 12. Oktober 2024 (italienisch).
6. 1 2  Certificazioni. FIMI, abgerufen am 12. Oktober 2024 (italienisch).

| Personendaten    | Personendaten                   |
| ---------------- | ------------------------------- |
| NAME             | Petit                           |
| ALTERNATIVNAMEN  | Moccia, Salvatore (Geburtsname) |
| KURZBESCHREIBUNG | italienischer Rapper            |
| GEBURTSDATUM     | 2005                            |
| GEBURTSORT       | Rom                             |